# Rosa Roth
Rosa Roth è una serie televisiva poliziesca tedesca prodotta dalla ZDF dal 1994 al 2013, diretta da Carlo Rola e con protagonista l'attrice Iris Berben. Altri interpreti principali sono Jockel Tschiersch, Carmen-Maja Antoni, Gunter Schoß e Zacharias Preen.
Sono stati girati 31 episodi in formato film TV, compreso lo speciale in tre parti del 2007 intitolato Rosa Roth - Der Tag wird kommen.  La prima puntata andò in onda sulla ZDF il 5 novembre 1994.
5 episodi della serie sono stati trasmessi anche dalla Televisione Svizzera Italiana.

## Descrizione
La serie è ambientata a Berlino: protagonista è il commissario di polizia Rosa Roth, alla quale si affiancano i colleghi Charly Kubik, Karin von Lomanski e Jürgen Röder.

## Produzione
- Della serie sono stati girati mediamente due episodi l'anno.[2]

## Premi
- Goldene Kamera a Iris Berben[6]